# 企业旗帜
企业旗帜是企业的象征，也叫做司旗、公司旗、公司旗帜，代表一个企业。旗面一般是企业的象征颜色，上面通常有公司名称或者公司標誌，悬挂时一般挂在企业门口，与国旗同时悬挂，并与国旗同时悬挂时通常低于国旗。企业旗帜蕴涵企业的气质，彰显企业的文化理念，体现企业的精神风貌，展示企业的个性特色，对于一所企业具有十分重要的意义。

## 圖集
- 輪船招商局
- 中国人民轮船总公司
- 東方鐵路運輸公司
- 俄美公司
- 南滿鐵道株式會社
- 臺灣電力株式會社
- 英国广播公司
- 美國廣播公司
- 加拿大廣播公司
- 韓國放送公社
- 文化放送
- 日本廣播協會
- 朝日新聞
- 日本郵政
- 日本郵船
- 川崎汽船
- 多倫多道明銀行
- 漢莎航空
- 麦当劳
- 汉堡王
- 达美乐披萨
- 优栈网
- 大宇集團大宇集團
- LG集團
- 大宇汽車大宇汽車
- 伊朗國家石油公司
- 聯合果品公司
- 皇家加拿大鑄幣廠
- 夏普
- 蘇聯民航
- 東洋製菓
- 仁川製鐵（朝鲜语：현대제철）
- 皇家非洲公司
- 荷蘭東印度公司
- 荷蘭西印度公司